# Israel Gelfand

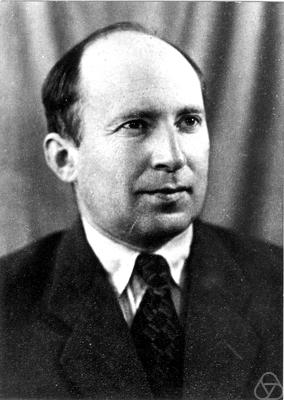
Israel Gelfand

Israel Moisejevitsj Gelfand (Russisch: Израиль Моисеевич Гельфанд, Oekraïens: Ізраїль Мойсейович Гельфанд; Israil Moisejevitsj Gelfand) (Okny, oejezd Tiraspol, gouvernement Cherson, Russische Rijk), 2 september 1913 - New Brunswick (New Jersey, Verenigde Staten), 5 oktober 2009) was een Russisch-Oekraïens wiskundige. 
Gelfand werd geboren in een Joodse familie in het Russische Rijk, in de streek van Cherson in de huidige Oekraïne. Zonder middelbaar onderwijs gevolgd te hebben, ging hij onmiddellijk naar de Staatsuniversiteit van Moskou, waar hij studeerde bij Andrej Kolmogorov. Gelfand werd een der grootste wiskundigen van de 20e eeuw. Hij was bedrijvig op het gebied van de groepentheorie, representatietheorie en de lineaire algebra. In 1990 emigreerde hij naar de Verenigde Staten en doceerde daar aan de Rutgers-universiteit.
Gelfand was betrokken bij diverse ontwikkelingen:
- De Gelfand-representatie in de Banach-algebra;
- De stelling van Gelfand-Mazur in de Banach-algebra;
- De stelling van Gelfand-Naimark;
- De constructie van Gelfand-Naimark-Segal;;
- De Gelfand-Pettis-integraal;
- De representatietheorie van de complexe klassieke Lie-groepen;
- Bijdragen tot de theorie van de Verma-modules in de representatietheorie van halfenkelvoudige Lie-algebra's (met I.N. Bernstein en S.I. Gelfand);
- Bijdragen tot de distributietheorie
- De eerste waarneming van de verbinding van automorfe vormen met representaties (met Sergei Fomin);
- Bijdragen tot de indexstelling van Atiyah-Singer;
- Gewone differentiaalvergelijking (theorie van Gelfand-Levitan );
- Werken over variatierekening en solitontheorie (Gelfand-Dikii-vergelijkingen);
- Bijdragen tot de filosofie van cusp-vormen;
- Gelfand-Fuks-cohomologie van foliaties;
- Gelfand-Kirillov-dimensie;
- Integrale meetkunde;
- Definitie van de Pontryagin-klasse;
- Coxeter-functoren;
- veralgemeende hypermeetkundige reeksen;

Zijn werk was ook van invloed op de natuurkunde en zelf hield hij zich ook een tijd bezig met de celbiologie. Ook zijn zoon Sergei is wiskundige.
Gelfand kreeg voor zijn werk diverse belangrijke onderscheidingen, zoals driemaal de Leninorde. In 1977 werd hij Foreign Member of the Royal Society. Hij won de Wolfprijs in 1978, de Kyoto-prijs en was lid van de National Academy of Sciences, de American Academy of Arts and Sciences, de American Mathematical Society en de London Mathematical Society. 
Gelfand overleed op 96-jarige leeftijd.
- Bibsys: 90330273
- Biblioteca Nacional de España: XX1133709
- Bibliothèque nationale de France: cb12941063z (data)
- CiNii: DA02022762
- DBLP: 61/6697
- Gemeinsame Normdatei: 118831364
- International Standard Name Identifier: 0000 0000 8380 926X
- Library of Congress Control Number: n50028279
- Nationale Bibliotheek van Letland: 000162176
- Mathematics Genealogy Project: 17512
- Bibliotheek van het Japanse parlement: 00440703
- Nationale Bibliotheek van Tsjechië: jn20000601738
- Nationale bibliotheek van Australië: 35117141
- Nationale Bibliotheek van Israël: 987007440406605171
- Nationale Bibliotheek van Polen: a0000001242063
- Nationale en Universitaire bibliotheek Zagreb: 000558773
- Nederlandse Thesaurus van Auteursnamen: 069151288
- Réseau des bibliothèques de Suisse occidentale: 02-A000070220
- Istituto Centrale per il Catalogo Unico: MILV009992
- LIBRIS: 188092
- Système universitaire de documentation: 060832967
- Virtual International Authority File: 49355156